# پریگورودنویه (داغستان)
پریگورودنویه (به لاتین: Prigorodnoye) یک منطقهٔ مسکونی در روسیه است که در شهرستان کیزلیارسکی واقع شده‌است.